# Чагил Уяр
Чагил Уяр (тур. Çağıl Uyar; народився 18 грудня 1986 у м. Анкара, Туреччина) — турецький хокеїст, воротар. Виступає за «Башкент Їлдизлари» у Турецькій хокейній суперлізі. 
Виступав за ХК «Анкара», «Башкент Їлдизлари» (Анкара).
У складі національної збірної Туреччини учасник чемпіонатів світу 2005 (дивізіон II), 2006 (дивізіон III) і 2010 (дивізіон II). У складі молодіжної збірної Туреччини учасник чемпіонатів світу 2005 (дивізіон III) і 2006 (дивізіон III). У складі юніорської збірної Туреччини учасник чемпіонату світу 2004 (дивізіон III).